# Mausolée de Blad Guitoun
Le Mausolée de Blad Guitoun, surnommé El Habs (en arabe : الحبس), est un monument de l'époque numide, situé en Algérie, sur l'actuelle commune de Si Mustapha dans la wilaya de Boumerdès, en Basse Kabylie, à une soixantaine de kilomètres à l'est d'Alger.

## Localisation
Le mausolée de Blad Guitoun est située à 55 kilomètres à l'est d'Alger et 45 kilomètres à l'ouest de Tizi Ouzou. Il est localisé dans la commune de Si-Mustapha dans la Wilaya de Boumerdès.

## Étymologie
Les ruines de ce mausolée, connue sous le nom d'El Habs sur une étendue de 2 à 3 hectares, est appelée Takitount ou Tagouitount.

## Histoire
C'est le colonel Maximilien Joseph Schauenburg qui a découvert ce mausolée de Blad Guitoun dans la nuit du 17 au 18 mai 1837. Adrien Berbrugger mentionna en 1857 la présence de ces ruines numides dans le site de l'actuelle commune de Si Mustapha non loin du Col des Béni Aïcha.
Le mausolée de Blad Guitoun à Si Mustapha a été ensuite fouillé en 1896 par Armand Viré. En 1898, Stéphane Gsell consacra un long article pour décrire ce mausolée de Blad Guitoun.

## Description

### Dimensions
Le mausolée de Blad Guitoun est une construction en forme d'octogone, appelée aussi: El Habs (la prison).
|     | Intérieur (Octogone régulier) | Dimension   |
| 1er | Diamètre                      | 3,60 mètres |
| 2e  | Hauteur                       | 2,10 mètres |

### Description
À trois kilomètres et demi à l'est de Thénia, et au nord de Si-Mustapha se trouve le village de Blad-Guitoun, où on trouve les ruines antiques d'un village berbère assez important. Elles sont situées au-dessus de l'ancienne ferme coloniale Hertman, appelée ferme Petit-Fils, près de la ligne de chemin de fer de Tizi Ouzou, sur une pente assez raide, tournée vers le sud, et d'où l'on a une vue très étendue : à l'est sur la riche vallée des Issers, au sud sur les gorges de Lakhdaria et les montagnes qui les dominent, au sud-ouest et à l'ouest sur les collines boisées qui s'élèvent entre les gorges et le col de Thénia.
Ces ruines, sur lesquelles Charles de Vigneral a donné quelques indications en 1868, présentent des débris de fûts de colonnes et un chapiteau ionique de proportions massives ayant peut-être appartenu à un lieu de culte. On y trouve aussi, deux fragments d'une stèle grossière avec une femme assise, probablement une divinité, levant la main droite, tenant de la main gauche un objet rond indistinct.
Le colonel Maximilien Joseph Schauenburg avait visité le 18 mai 1837, les ruines de ce mausolée de Blad Guitoun appelé localement "El-Habs". Le mausolée de Blad Guitoun avait été construit pour un prince berbère local dans une région où les Romains n'ont guère pénétré, et est analogue au Kabr Er-Roumia de Cherchell. Le mausolée de Blad Guitoun à Si-Mustapha a été fouillé en 1896 par Armand Viré. Dans ce mausolée princier se mêlaient traditions africaines et formes d’architecture funéraire les plus classiques, comme l'avait mentionné Gabriel Camps.

### Ornements
Le mausolée de Blad Guitoun est un monument funéraire important. Sa salle centrale , qui était encore bien conservée en 1898. Son ornementation présente des calices flanqués de deux poissons qui appartiennent au style des symboles numides  du IVe ou du Ve siècle. Un mufle de lion est sculpté sur le plafond du mausolée.
Ainsi, le mausolée de Blad Guitoun se rapproche beaucoup des monuments funéraires gréco-romains. Il est à noter que la présence d'un tel mausolée aussi important est un fait intéressant à constater sur la côte de la partie occidentale de la Grande Kabylie, où les Phéniciens avaient fondé plusieurs comptoirs.

### Personnalités
- Firmus
- Gildon